# Astillero Naval de Norfolk
Norfolk Naval Shipyard, también conocidos como Norfolk Navy Yard, son unos astilleros pertenecientes a la Armada de los Estados Unidos situados en Portsmouth, Virginia, cerca de la desembocadura del río Elisabeth, para construir, renovar y reparar los navíos de la armada norteamericana. Son las instalaciones que durante más tiempo han pertenecido a la Armada de los Estados Unidos.

## Historia
Fueron fundados en 1767, cuando Virginia todavía pertenecía al Imperio Británico, con el nombre de Gosport Shipyard. Fueron incendiados por los británicos cuando tuvieron que abandonar la colonia en 1779. En 1794 pasaron a control del Gobierno de los Estados Unidos con el fin de construir navíos de guerra, comenzándose el primero, el USS Chesapeake, en 1799. Durante la Guerra de Secesión quedaron en poder de los Estados Confederados de América, durante la que construyeron el ironclad CSS Virginia. En 1862, tras la toma por parte de la Unión del estado de Virginia, los artilleros pasaron a denominarse Norfolk Naval Shipyard. Desde entonces ha seguido construyendo regularmente buques para la Armada de los Estados Unidos.

## Buques destacados construidos
- USS Chesapeake. Fragata de 38 cañones.
- USS Delaware. Navío de línea de 74 cañones.
- CSS Virginia. Primer buque de los Estados Confederados de América.
- USS Texas. Primer acorazado de la Armada de los Estados Unidos.
- USS Raleigh. Crucero.
- USS Langley. Primer portaaviones de la Armada de los Estados Unidos.
- USS Shangri-La. Portaaviones.
- USS Alabama. Acorazado.